# Champlas du Col
Champlas du Col est un hameau de la ville de Sestrières en province de Turin, dans le Piémont.

## Géographie

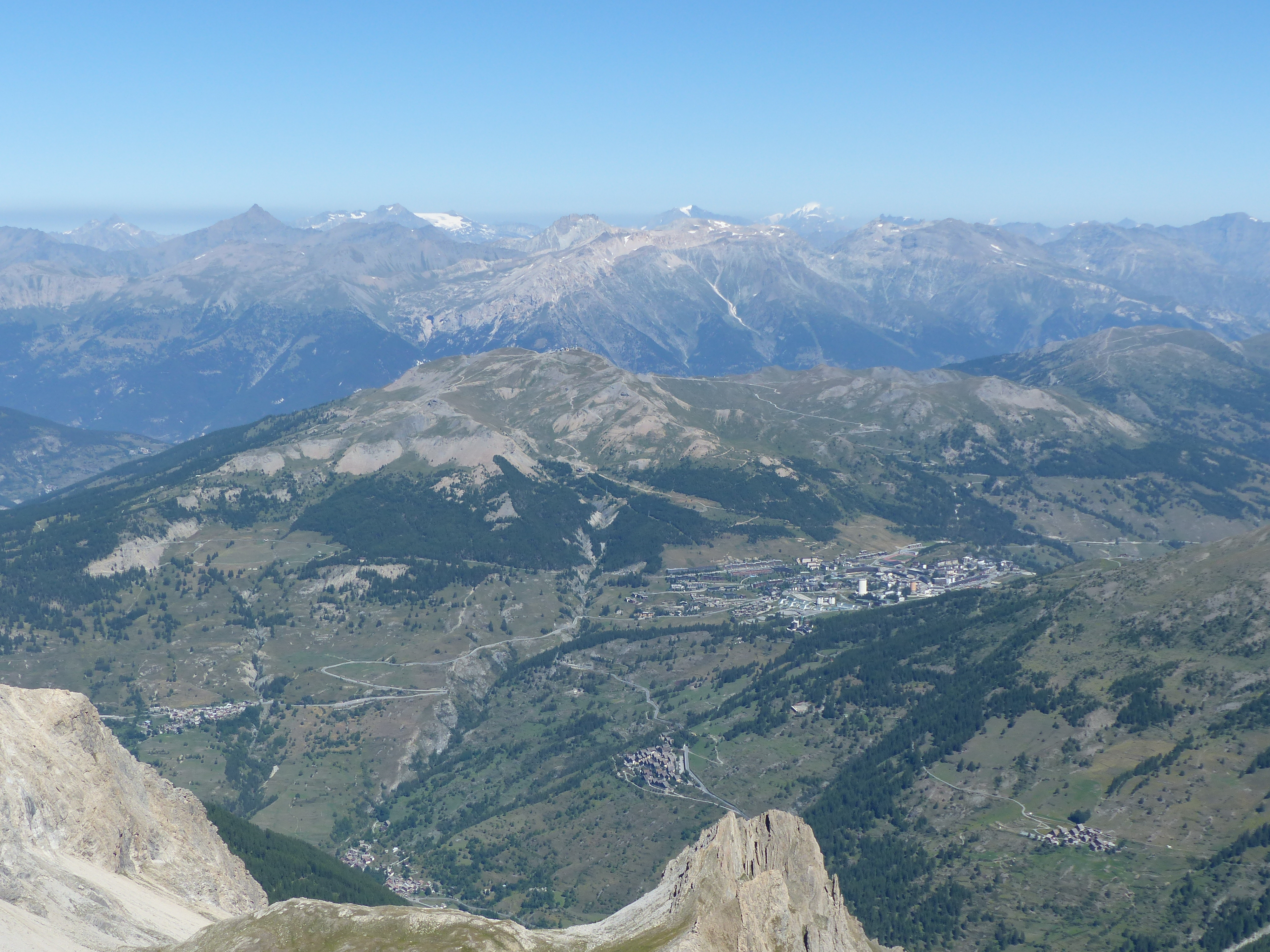
Champlas du Col (à gauche), Sauze di Cesana, Grangesises (au centre), Bessen Alto (à droite) et le col de Sestrières.

Champlas du Col est situé sur le versant Sud du Mont Fraiteve, à 3 km de Sestrières. Le village est traversé par la SP23, sur laquelle se dispute la course automobile Cesana-Sestriere.

## Histoire
Champlas du Col était une commune indépendante jusqu'au 8 novembre 1928, date de son annexion à la commune de Cesana Torinese. À partir du 18 octobre 1934, date de création de la station de ski de Sestrières sur le col au-dessus de Champlas, Champlas du Col en devint une section.

## Culture

### L'Église

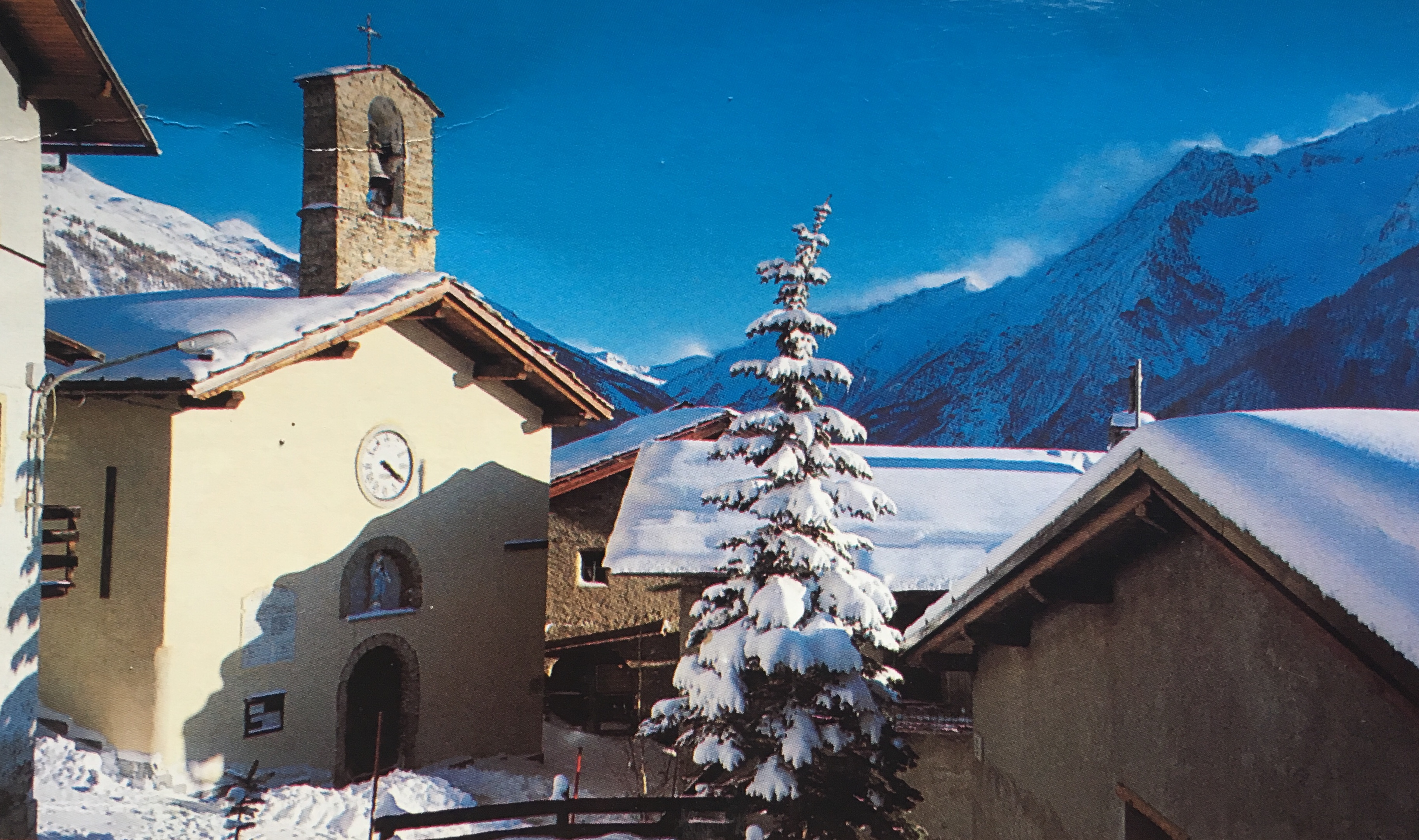
L'église de Sant'antonio Abate

L'église de Sant'antonio Abate, construite en 1672, a une simple façade avec un arc en plein cintre des portes en bois sculpté, surmontée d'un petit clocher. L'intérieur présente une seule nef couverte d'une voûte en berceau terminée par une abside semi-circulaire, voûtée dans la demi-coupole. À l'intérieur de l'abside, vous pouvez admirer le magnifique retable à colonnes en bois surmonté d'un fronton ainsi qu'un chœur en bois. Les murs internes, stuqué et peint, présentent une décoration du dix-neuvième siècle, simple et répétitive. À l'époque, l'église était une chapellenie de la paroisse de San Restituto, devenue  autonome seulement en 1839.

### La Chapelle
La chapelle était déjà existante, en 1660, année où elle fut visitée par le vicaire général d'Oulx, Jean Allois. La chapelle de San Rocco est isolée du village et entourée par des pâturages. La construction est très simple : un toit en lauzes, une façade très sobre et une simple porte de bois flanquée de deux petites fenêtres et surmontée d'une plaque en bois avec le nom de Saint Roch. En interne, le bâtiment est divisé selon un système d'une allée allant de la porte à l'autel.

### Le Grand Carnavalde Champlas du Col
Le Carnaval de Champlas du Col était un événement annuel, avec des origines très anciennes, considéré comme un rite de fertilité. On célébrait le retour du printemps après les longs mois d'hiver montagnard. Quelqu'un incarnait le Carnaval, personnage vivant dans l'opulence, et un autre le Carême, qui lui, représentait la pénitence. À la fin d'un procès opposant ces deux protagonistes le Carême vivra et le Carnaval mourra. Il s'agit d'une métaphore traduisant l'entrée dans la période de Carême après les excès carnavalesques. ,

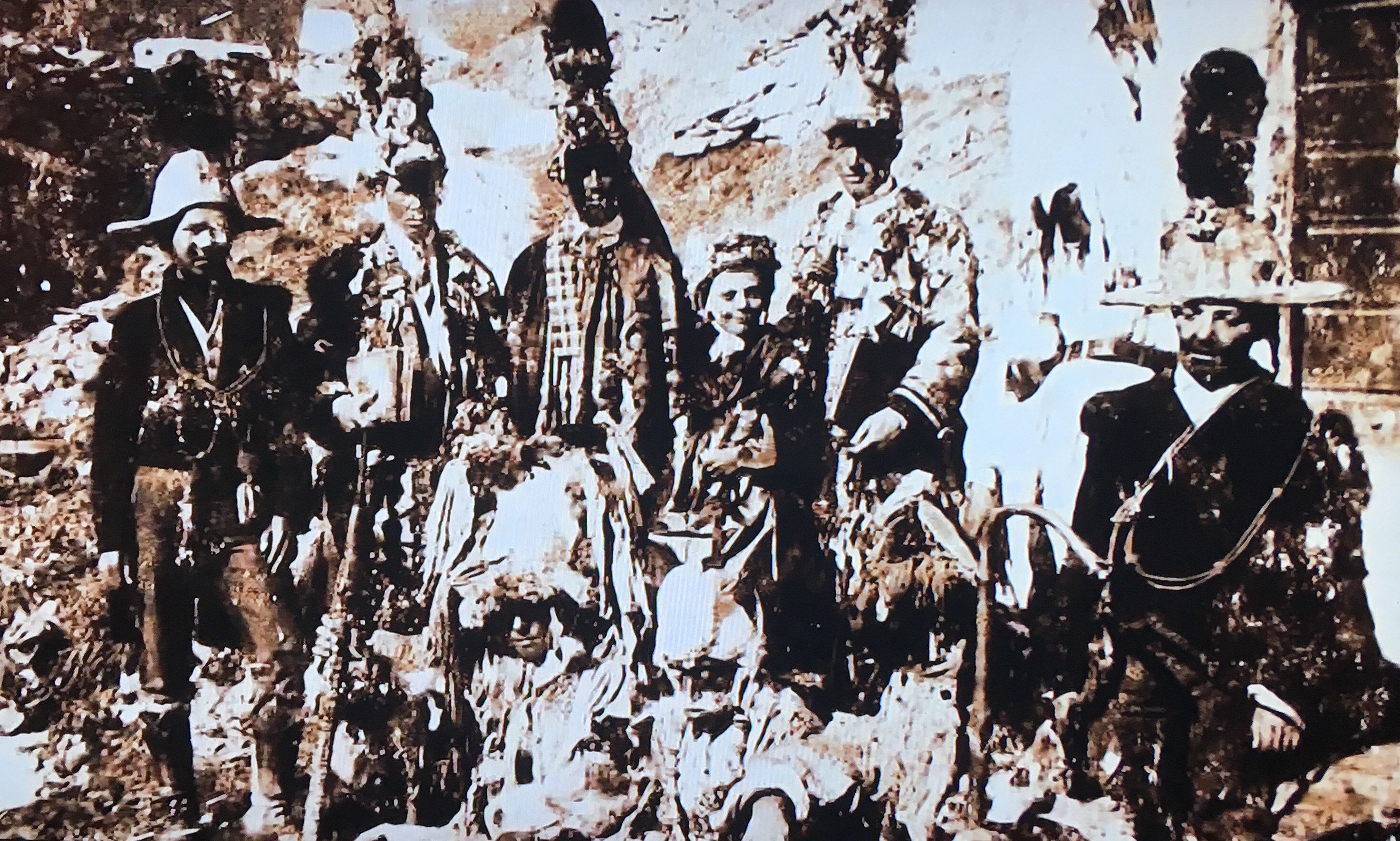
Le Grand Carnaval de Champlas du Col

Un cortège masqué, composé de personnages typiques des carnavals montagnards, allait à Sestrières, à Sauze de Césane, Champlas Janvier, Rollieres...
D'après les témoignages de Celestino Beraudon et Alessandro Mallen sur la représentation du Carnaval : « ...Les derniers Carnavals ont lieu à Champlas du Col dans les années 1946-1947. Tous les costumes étaient cousus par les femmes du pays, durant les longues veillées d'hiver, tandis que les chapeaux étaient réalisés, avec beaucoup de patience, par les artisans les plus habiles. À la construction de la scène pour la célébration du procès, tout le monde participait, masqué ou non. Les différents accessoires des costumes étaient prêtés d'une famille à l'autre, un nom écrit sur un morceau de tissu, permettant de les restituer à la fin du Carnaval. Les masques étaient tellement travaillés qu'aucun figurant ne pouvait être reconnu et identifié par les spectateurs. Les versets, que chaque personnage récite durant le procès, étaient conçus et écrits par des hommes et des femmes du  pays, tout comme la chanson du Carnaval. Pendant toute la période du carnaval, on dansait partout: dans les rues, sur les places, dans les maisons de la jeunesse et, la nuit, dans les lieux publics... »
En 2005 puis en 2006, le Carnaval renaît à l'occasion des Jeux Olympiques de Turin. Les habitants ont recréé pour une journée l'atmosphère d'une époque.